# Departamento Pilcaniyeu
Das Departamento Pilcaniyeu liegt im Westen der Provinz Río Negro im Süden Argentiniens und ist eine von 13 Verwaltungseinheiten der Provinz.
Es grenzt im Norden an die Provinz Neuquén, im Osten an die Departamentos El Cuy und Veinticinco de Mayo, im Süden an das Departamento Ñorquincó und im Westen an das Departamento Bariloche.
Die Hauptstadt des Departamento Pilcaniyeu ist das gleichnamige Pilcaniyeu.

## Bevölkerung

### Übersicht
Das Ergebnis der Volkszählung 2022 ist noch nicht bekannt. Bei der Volkszählung 2010 war das Geschlechterverhältnis mit 3.769 männlichen und 3.659 weiblichen Einwohnern sehr ausgeglichen mit einem knappen Männerüberhang.
Nach Altersgruppen verteilte sich die Einwohnerschaft auf 1.970 (26,5 %) Personen im Alter von 0 bis 14 Jahren, 4.771 (64,2 %) Personen im Alter von 15 bis 64 Jahren und 687 (9,2 %) Personen von 65 Jahren und mehr.

### Bevölkerungsentwicklung
Das Gebiet ist sehr dünn besiedelt und die Bevölkerungszahl stieg lange Zeit kaum. Seit 1980 allerdings gibt es ein starkes Bevölkerungswachstum. Die Schätzungen des INDEC gehen von einer Bevölkerungszahl von 9.702 Einwohnern per 1. Juli 2022 aus.
| Jahr | 1947  | 1960  | 1970  | 1980  | 1991  | 2001  | 2010  | 2022    |
| Einwohner                                                                                                | 4.915 | 4.964 | 3.788 | 4.486 | 4.963 | 6.114 | 7.428 | k. Ang. |
| Bevölkerungsentwicklung des Departements seit 1947; Quelle: Ergebnisse der Volkszählungen in Argentinien |       |       |       |       |       |       |       |         |

## Städte und Gemeinden
Das Departamento Pilcaniyeu ist in folgende Gemeinden aufgeteilt:
- Comallo
- Dina Huapi
- Pilcaniyeu

Zudem finden sich im Departamento folgende Comisiones de Fomento:
- Laguna Blanca
- Paso Flores
- Pilquiniyeu del Limay
- Villa Llanquín

Weitere Siedlungen sind:
- Cañadon Chileno
- Ñirihuau